# Genna Toko Kegne
Genna Romida Toko Kegne (Yaoundé, 10 novembre 2002) è una sollevatrice camerunese naturalizzata italiana, due volte campionessa europea a Sofia nel 2024 e a Chișinău nel 2025 nella categoria dei pesi mediomassimi (fino a 76 kg).

## Biografia
Nativa del Camerun, trasferita a Livorno dal 2007, ottiene la cittadinanza italiana nel 2022.

## Carriera
Inizia la carriera di sollevatrice nel 2015. Ai campionati italiani assoluti nel 2023 stabilisce il record italiano dei mediomassimi con 220 kg. e alla prima gara internazionale, gli europei del 2024 a Sofia, vince la medaglia d'oro nel totale e nelle due specialità, migliorando i record italiani della categoria. Agli europei del 2025 a Chișinău vince la seconda medaglia d'oro nel totale e un'altra medaglia d'oro nello slancio, classificandosi quarta nello strappo.